# Le Professionnel
Le Professionnel is een Franse actiefilm uit 1981, geregisseerd door Georges Lautner, met in de hoofdrollen Jean-Paul Belmondo, Jean Desailly en Robert Hossein. 
Het scenario is gebaseerd op de bekroonde roman Death of a Thin-Skinned Animal (1976) van Patrick Alexander. De vaste scenarist van Lautner, Michel Audiard, tekende voor de gevatte dialogen.
De spectaculaire autoachtervolging werd georchestreerd door stuntman Rémy Julienne.
De muziek is gecomponeerd door Ennio Morricone en bevat het stukje instrumentale filmmuziek Chi Mai (uit de Italiaanse film Maddalena uit 1971, eveneens gecomponeerd door Morricone).
De film was een groot commercieel succes na zijn release, met 5.243.511 verkochte tickets, waarmee het de op drie na best bekeken speelfilm in Frankrijk werd in 1981, na La Chèvre, Raiders of the Lost Ark en The Fox and the Hound.

## Verhaal
De Franse geheimagent Josselin Beaumont wordt uitgezonden om kolonel Njala, de dictator van Malagawi, een (fictief) Afrikaans land te vermoorden. Voordat hij echter zijn missie kan volbrengen, verandert de politieke situatie drastisch en draagt de Franse geheime dienst Beaumont over aan de autoriteiten van Malagawa. Na een lang, oneerlijk proces waarin Beaumont met drugs wordt geïnjecteerd, wordt hij veroordeeld tot langdurige dienstplicht in een "heropvoedingskamp".
Na een gewaagde ontsnapping met een van de andere gevangenen keert hij terug naar Frankrijk en informeert de Franse geheime dienst over zijn aanwezigheid, waarbij hij belooft dat hij Njala, die zich in Frankrijk bevindt voor een officieel bezoek, zal doden, en aldus wraak zal nemen op de mensen die hem verraadden. De geheime dienst reageert hierop door andere agenten Beaumont te laten volgen. Hij slaagt er echter in om steeds een stap voor te blijven en enkele van zijn belangrijkste verraders, waaronder Rosen, de sadistische chef van de geheime politie, te vernederen en te doden. Nadat Rosen in een vuurgevecht is gevallen, neemt Beaumont de identiteitskaart van Rosen en plaatst zijn dogtags op zijn lichaam, verspreidt verwarring binnen de geheime dienst en vermindert tijdelijk Njala's bewaking. Beaumont bedriegt uiteindelijk een agent van de geheime dienst om de dictator te laten neerschieten. Terwijl regeringsfunctionarissen met hogere autoriteiten overleggen, loopt hij langzaam richting Njala's helikopter, maar wordt doodgeschoten door overheidsagenten, die de opdracht hebben gekregen om dat te doen.

## Rolverdeling
| Acteur                               | Personage                |
| ------------------------------------ | ------------------------ |
| Jean-Paul Belmondo                   | Josselin "Joss" Beaumont |
| Robert Hossein                       | le commissaire Rosen     |
| Bernard-Pierre Donnadieu             | inspecteur Farges        |
| Jean Desailly                        | le ministre              |
| Cyrielle Clair                       | Alice Ancelin            |
| Marie-Christine Descouard            | Doris Frederiksen        |
| Elisabeth Margoni                    | Jeanne Beaumont          |
| Jean-Louis Richard                   | de kolonel Martin        |
| Michel Beaune                        | le capitaine Valeras     |
| Pierre Saintons                      | le président N'Jala      |
| Pascal N'Zonzi                       | Arthur                   |
| Gérard Darrieu                       | l'instructeur Picard     |
| Sidiki Bakaba as le prisonnier évadé |                          |
| Dany Kogan                           | sergent Gruber           |
| Marc Lamole                          | le serveur d'hôtel       |
| [[Radisa '' Steve '' Jovanovic]]     | een politieagent         |